# U 2367
U 2367 war ein deutsches Küsten-U-Boot der U-Boot-Klasse XXIII. Es wurde am 17. März 1945 in Dienst gestellt. Während eines Fliegerangriffs in der Kieler Bucht wurde es von einem anderen Boot gerammt. Am 2. Mai 1945 entkam es der Besetzung Kiels und wich in die Flensburger Förde aus. Das Boot wurde am 9. Mai 1945 in der Ostsee, vier Seemeilen südöstlich des Leuchtturms Schleimünde, aufgrund des Regenbogen-Befehls selbstversenkt.
Im August 1956 wurde es gehoben. Es wurde bei HDW in Kiel zwischenzeitlich auseinandergeschnitten, überholt und am 1. Oktober 1957 als U Hecht in die Bundesmarine übernommen. Es diente wie U Hai vornehmlich der Ausbildung, zuerst als Zielschiff in der U-Jagdausbildung und später als Schul-U-Boot. Es war zunächst an der Marineschule Mürwik, später in Neustadt stationiert.
In den 1960er Jahren erfolgten auch mehrere Umbauten sowie 1961 eine strömungsgünstigere Turmverkleidung und 1963 eine neue Antriebsanlage, welche das Boot um 1,45 m verlängerte.
Am 30. September 1968 wurde es außer Dienst gestellt. 1969 wurde es in Kiel abgebrochen und verschrottet.